# A ferde ház (regény)
A ferde ház (Crooked House) Agatha Christie egyik regénye, amely először az Amerikai Egyesült Államokban jelent meg 1949 márciusában, majd ugyanazon év májusában az Egyesült Királyságban. Az írónő szerint két legjobb művének egyike.
A könyv címe egy angol gyermekversre utal, amely megjelenik a regényben is; a vers ihlette a cselekmény egyes elemeit is.
A vers a könyvben így van leírva:
„Járt egy sanda ember,
Görbe útjain,
Gacsos karónál termett neki
Egy rossz fitying.
Vett rajt' görbedt macskát,
Mely egy sunyi egérre vadász,
S mindannyiuk otthona
Egy kicsi, ferde ház.” (magyarul)
"There was a crooked man,
Who walked a crooked mile.
He found a crooked sixpence
Against a crooked stile.
He bought a crooked cat,
Which caught a crooked mouse,
And they all lived together
In a crooked little house." (angolul)

## Cselekménye
A ferde házban a görög származású angol Leonides család három nemzedéke él. A milliomos családfő, Aristide, a törökországbeli Szmirnából költözött Angliába. A történet idején a második feleségével, Brendával él, aki ötven évvel fiatalabb nála. Miután az öregurat saját szemcseppjével megmérgezik, unokája, Sophia azt mondja vőlegényének, Charles Haywardnak, a történet narrátorának, hogy addig nem mehet feleségül hozzá, amíg az ügyre fény nem derül.
A legkézenfekvőbb gyanúsított Brenda Leonides, Aristide sokkal fiatalabb második felesége, és Laurence Brown, Aristide unokáinak a házitanítója. Azt beszélik, hogy Brenda és Laurence titkos viszonyt folytatnak. A család minden tagja abban reménykedik, hogy ők a gyilkosok, mivel Brendát nem tekintik családtagnak. Charles apja, aki a Scotland Yard felügyelője, megkéri a fiát, hogy segítsen a nyomozásban.
A család mindegyik tagjának volt indoka és lehetősége a gyilkosság elkövetésére, és egyiküknek sincs alibije. Mindegyikük tudta, hol tartják Aristide szemcseppjeit, és mindegyikük szép örökségre számíthat. A családtagok nagyon különböző egyéniségek. Edith de Haviland, Aristide vénkisasszony sógornője keserű nő, aki nővére halála után azért költözött a házba, hogy a gyermekek nevelését felügyelje. Roger, Aristide idősebb fia és kedvence, sikertelen üzletember, aki csődbe vitte apjának a kedvenc cégét. Roger felesége, Clemency egy puritán tudós, aki soha nem volt képes élvezni a család gazdagságát. Philip, Roger öccse, egész életében szenvedett attól, hogy apjának Roger a kedvence, ezért visszahúzódott a könyvek világába. Philip felesége, Magda, nem túl sikeres színésznő, aki még a gyilkosságot is színháznak tekinti, és megpróbál főszerephez jutni. A tizenhat éves Eustace a gyermekbénulásból nem teljesen felépülve a kamaszok jellemző problémáival küzd. Tizenkét éves húga, Josephine, csúnya, különc és rendkívül okos gyermek, aki imádja a detektívtörténeteket, folyamatosan kémkedik mindenki után, és tapasztalatait feljegyzi naplójába.
Kiderül, hogy az öregúr titokban új végrendeletet készített, amelyben mindent Sophiára hagyott, mert ő az egyedüli, akiről feltételezi, hogy gondoskodni képes a többiekről. Josephine azt állítja, hogy tudja, ki a gyilkos, ezért nem meglepő, hogy eszméletlenül találják a kertben: egy súlyos márványkő zuhant a fejére. Charles megtalálja a leveleket, melyeket Brenda írt Laurence-hez, ezért mindkettőjüket letartóztatják. Már nincsenek szabadlábon, amikor a gyermekek dajkája meghal egy csésze mérgezett kakaótól, amelyet Josephine-nak kellett volna meginnia. A család rémülten veszi tudomásul, hogy a gyilkos még mindig közöttük van.
Charles, aki aggódik Josephine életéért, hiába próbálja rávenni a kislányt, hogy árulja el a gyilkos nevét. Edith de Haviland autóval fagylaltozni viszi a kislányt, útközben mindketten meghalnak egy balesetben.
Charles két levelet kap Edith de Havilandtól: az egyik a rendőrfelügyelőnek szól, amelyben bevallja a gyilkosságokat; a másik, amelyet csak Charles-nak szánt, az igazságot tartalmazza, miszerint Josephine a gyilkos. Bizonyítékul csatolja a gyermek naplóját is, ami ezekkel a szavakkal kezdődik: "Ma megöltem nagyapát."

## Szereplők
- Brenda Leonides, Aristide Leonides fiatal özvegye
- Edith de Haviland, Aristide első feleségének testvére
- Philip Leonides, Aristide fia
- Magda West, Philip felesége, színésznő
- Sophia Leonides, Magda és Philip Leonides lánya, Aristide unokája
- Charles Hayward, Sophia Leonides vőlegénye
- Josephine Leonides, Magda és Philip lánya, 12 éves
- Eustace Leonides, Josephine bátyja, 16 éves
- Laurence Brown, Josephine és Eustace házitanítója
- Roger Leonides, Aristide fia
- Clemency Leonides, Roger felesége, tudós

## Magyarul
- Ferde ház; ford. Borbás Mária; Hunga-print, Bp., 1993 (Hunga könyvek)
- A ferde ház; ford. Borbás Mária;Európa, Bp., 2009 (Európa krimi)

## Fogadtatása
Maurice Richardson, a The Observer 1949. május 29-ei kiadásában kedvezően értékelte Agatha Christie előző könyvéhez (Zátonyok között) képest. A Toronto Daily Star aláírás nélküli kritikája szerint a meglepő befejezés új ötletet hozott a krimiirodalomba.

## Feldolgozásai
A regényből a BBC Radio 4 négy adást készített, amelyeket hetente közvetítettek 2008. február 29-től kezdődően. A fő szerepeket Rory Kinnear (Charles Hayward), Anna Maxwell Martin (Sophia Leonides) és Phil Davis (Taverner főfelügyelő) játszotta. A rádiójátékot, amelyet Joy Wilkinson írt és Sam Hoyle rendezett, CD-n is kiadták. Ebből a változatból kihagyták Eustace szerepét.
Neil La Bute amerikai rendező bejelentette, hogy 2012-ben filmet forgat a regényből, Julian Fellowes forgatókönyve alapján. A film főszereplői Gemma Arterton, Matthew Goode, Gabriel Byrne és Julie Andrews lesznek.